# Fonds der Chemischen Industrie

Logo des Fonds der Chemischen Industrie

Der Fonds der Chemischen Industrie ist das Förderwerk des Verbandes der Chemischen Industrie e. V. (VCI) mit Sitz in Frankfurt am Main. Dieser fördert den wissenschaftlichen Nachwuchs im Chemiebereich und angrenzenden Gebieten, den Chemieunterricht an Schulen sowie die Entwicklung und Einführung neuer Lehrinhalte im Chemiestudium. Die Fördermaßnahmen werden aus Beiträgen der VCI-Mitgliedsfirmen finanziert. Der Förderetat des Fonds liegt derzeit bei rund zehn Millionen Euro pro Jahr.
Entscheidungsgremium des Fonds ist das Kuratorium. Ihm gehören 12 Forschungsleiter der chemischen Industrie und 6 Wissenschaftler aus Hochschulen und Max-Planck-Instituten an. Vorsitzender des Kuratoriums ist seit 2015 Thomas Wessel, Mitglied des Vorstands der Evonik Industries AG, stellvertretender Vorsitzender ist Thomas Carell, Professor an der Ludwig-Maximilians-Universität München.

## Geschichte
Der Fonds wurde 1950 als „Hilfsfonds der Chemie“ gegründet. Seit 1953 wird die heutige Bezeichnung verwendet. Nach der Gründung förderte der Fonds zunächst im Schwerpunkt den Wiederaufbau der chemischen Grundlagenforschung an den deutschen Hochschulen. Im Jahr 1965 wurde die Stiftung Stipendien-Fonds zur Vergabe von Stipendien an den wissenschaftlichen Nachwuchs gegründet. Bis heute hat der Fonds seine Aufgaben und Förderangebote umfassend erweitert. Heute liegen die Schwerpunkte der Förderung beim wissenschaftlichen Nachwuchs und beim Schulunterricht.

## Fördermaßnahmen des Fonds
Der Fonds führt eine Vielzahl sich ergänzender und aufeinander abgestimmter Fördermaßnahmen durch. Er fördert Schulen mit finanziellen Zuschüssen, um den experimentellen Chemieunterricht zu verbessern. Er entwickelt chemiebezogene Unterrichtsmaterialien, die kostenlos bestellt werden können. Darunter zählt bspw. Unterrichtsmaterial zu den Themen Impfungen, Lacke, Farben und Druckfarben sowie Klebstoff. Über die Stiftung Stipendien-Fonds vergibt er Stipendien an Lehramtskandidaten, Doktoranden, Habilitanden und den Hochschullehrernachwuchs. Er unterstützt wissenschaftliche Tagungen im Chemiebereich finanziell, organisiert aber auch selbst Veranstaltungen, um die Zusammenarbeit von Wissenschaft und Industrie in Schwerpunktbereichen zu fördern. Er fördert Einzelvorhaben mit Modellcharakter, um die forschungs- und bildungspolitischen Ziele der chemischen Industrie zu verwirklichen. Außerdem stiftet er Preise und Auszeichnungen für Wissenschaftler, Lehrkräfte, Lehrbuchautoren und Schüler. Seit 1970 wird ein Literaturpreis vergeben.

### Stipendien
Die Stiftung Stipendien-Fonds des Verbandes der Chemischen Industrie hat sich zum Ziel gesetzt, den besten Nachwuchs in der Chemie zu fördern. Sie vergibt daher Stipendien für Doktoranden und den Hochschullehrernachwuchs. Sie vergibt derzeit zwei Stipendien:
- Kekulé-Stipendium: Das Stipendium richtet sich an hochbegabte Doktorandinnen und Doktoranden der Chemie und chemienaher Disziplinen.[10]
- Liebig-Stipendium: Das Stipendium richtet sich an Hochschullehrende, die am Anfang ihrer Hochschullaufbahn stehen. Es soll damit promovierten Nachwuchswissenschaftlerinnen und Nachwuchswissenschaftlern aus der Chemie oder angrenzenden Gebieten die Möglichkeit gegeben werden, sich an der Hochschule wissenschaftlich weiter zu qualifizieren.[11]

### Preise
Preise vergibt der Fonds im Rahmen seiner Schwerpunkte zur Förderung des wissenschaftlichen Nachwuchses und der schulischen Bildung. Die Förderung richtet sich an eine breite Zielgruppe von Schülerinnen und Schülern bis hin zu Lehrkräften in Ausbildung und im Beruf. Der Fonds stiftet den Friedrich-Wöhler-Preis, des Deutschen Verein zur Förderung des mathematischen und naturwissenschaftlichen Unterrichts (MNU), welcher an Lehrkräfte für ihre besonderen Bemühungen im Chemieunterricht verliehen wird. Ebenfalls stiftet er die Chemie-Preise im Bundeswettbewerb von Jugend forscht und ist einer dessen Hauptförderer. Es gibt auch Preise für Nachwuchswissenschaftlerinnen und -wissenschaftler sowie für Sachbuchautorinnen und -autoren. Nachfolgend sind einige Preise des Fonds angegeben:
- Dozentenpreis: Dieser Preis wird an Nachwuchswissenschaftlerinnen und Nachwuchswissenschaftler der Chemie und der Biologischen Chemie verliehen, die sich durch wissenschaftliche Exzellenz in eigenständiger Forschung und überdurchschnittliche Leistungen in der Lehre auszeichnen.[15]
- Literaturpreis: Mit diesem Preis werden herausragende Lehrbücher, neue Medien, Monographien sowie Fachzeitschriften der Chemie und angrenzender Gebiete ausgezeichnet, welche eine Lücke in der chemischen Fachliteratur schließen oder die Entwicklung der Chemie in Wissenschaft und Wirtschaft maßgeblich beeinflussen.[16]
- Schulpreise und -wettbewerbe: Der Fonds unterstützt verschiedene Wettbewerbe im Fach Chemie und stiftet und vergibt Preise im Zusammenhang mit der Lehrkräftebildung und dem Lehrkraftberuf.[17] Dies sind bspw.:
  - Auszeichnung für Lehramtsstudierende[17][18]
  - Auszeichnung mittlerer Bildungsabschluss Chemie[19]
  - Auszeichnung für das Lehramtsreferendariat[20]
  - Preis für Lehrkräfte an Berufsschulen[21]